# Suore dei Sacri Cuori di Gesù e Maria
Le Suore dei Sacri Cuori di Gesù e Maria (in inglese Sisters of the Sacred Hearts of Jesus and Mary; sigla SS.H.J.M.) sono un istituto religioso femminile di diritto pontificio.

## Storia
Le origini nella congregazione risalgono alle Ancelle del Sacro Cuore di Gesù di Versailles, fondate in Francia nel 1866: su invito di Henry Edward Manning, arcivescovo di Westminster, nel 1870 le suore fecero a Stratford la loro prima fondazione in terra inglese e si diffusero rapidamente in tutta la Gran Bretagna e in Irlanda.
Le case inglesi, per decreto della congregazione di Propaganda fide, furono rese autonome dalla casa-madre di Versailles il 5 marzo 1903 e andarono a costituire una congregazione autonoma, riconosciuta come istituto di diritto pontificio il 20 giugno 1924; la congregazione fu aggregata all'ordine agostiniano il 9 febbraio 1906 e le sue costituzioni furono approvate definitivamente dalla Santa Sede il 7 gennaio 1936.
Nel 1953 le suore aprirono una filiale negli Stati Uniti d'America, dove iniziarono a lavorare presso le famiglie di migranti messicani, e nel 1956 fondarono la loro prima missione nello Zambia.

## Attività e diffusione
Le religiose prestano la loro opera in scuole, ospedali e centri per giovani malati mentali.
Oltre che nel Regno Unito e in Irlanda, le suore sono presenti in Colombia, El Salvador, Filippine, Stati Uniti d'America, Uganda e Zambia; la sede generalizia è a Chigwell.
Alla fine del 2015 la congregazione contava 131 religiose in 26 case.